# Пропіловий спирт
Пропа́н-1-ол (пропі́ловий спирт, 1-оксипропа́н, етилкарбіно́л, 1-пропано́л) СН3СН2СН2ОН — одноатомний первинний спирт, безбарвна рідина з характерним спиртовим запахом. Іноді спирт називається просто пропанол, що не вірно, оскільки існує ізомерний пропан-1-олу ізопропіловий спирт (2-пропанол, пропан-2-ол).

## Фізичні властивості
Показник заломлення n20
D 1,3850;
- dкрит 0,275 г/см3;
- pкрит 4,99 МПа;
- tкрит 263,7 °С;
- Тиск пари, кПа: 1,987 (20 °С), 6,986 (40 °С), 20,292 (60 °С), 50,750 (80 °С);
- Теплоємність ср кДж/(кг·К): 2,2 (0 °С), 2,45 (25 °С);
- Коефіцієнт теплопровідності 1,6·104 кВт/(м·К) (0 °С);
- Коефіцієнт теплового розширення 0,956·10−3 К−1;
- Змішується з водою у всіх співвідношеннях, розчиняється в етанолі, діетиловому ефірі, ацетоні, бензолі; утворює з водою азеотропну суміш (температура кипіння 87,5-88,0 °С; 71,7 % за масою пропілового спирту). Пропіловий спирт має всі властивості одноатомних спиртів.

## Отримання
Пропіловий спирт входить до складу сивушного масла, звідки його і виділяють. Добувають також біохімічно і синтетично. У промисловості пропіловий спирт отримують гідроформілюванням етилену у присутності карбонілів Со або Rh з наступним гідруванням:
{\displaystyle \mathrm {CH_{2}=CH_{2}+CO+H_{2}\longrightarrow CH_{3}CH_{2}CHO} } — 5861,5 кДж/кг
{\displaystyle \mathrm {CH_{3}CH_{2}CHO+H_{2}\longrightarrow CH_{3}CH_{2}CH_{2}OH} } — 1130,4 кДж/кг
Застосування карбонілів Rh дозволяє знизити тиск з 30,0 до 2,0 МПа, температуру з 150—160 °С до 80—120 °С і збільшити селективність процесу до 98,5 % при сумарній конверсії етилену 95 %. Гідрування пропіонового альдегіду, що утворюється здійснюють гетерогенно-каталітично на мідно-хромових, нікель-хромових та інших каталізаторах з 99%-ю селективністю. Пропіловий спирт утворюється також при гідролізі 1-хлорпропану.

## Застосування
Застосовують пропіловий спирт як розчинник для воску, поліамідних чорнил, природних і синтетичних смол, поліакрилонітрилу; у виробництві поліетилену низького тиску; для отримання карбометоксицелюлози; як знежирювача металів; співрозчинника полівінілхлоридних адгезивів; желатинуючий та пластифікуючий агент целюлозноацетатних плівок; алкілуючий агент. Його використовують також для синтезу пропіонової кислоти, пропіонового альдегіду, пропілацетату, пропіламіну, ПАР, пестицидів, деяких фармацевтичних препаратів.

## Небезпека використання
Температура самозаймання 370—540 °С, температура спалаху 15—32,9 °С, КПВ (%): нижній 2,02—2,5, верхній 8,7—13,5; ГДК (мг/м3): у повітрі робочої зони 10, в атмосферному повітрі населених пунктів 0,3.